# In the Army Now
„In the Army Now“ je píseň nizozemsko-jihoafrického dua Bolland & Bolland, pocházející z alba The Domino Theory (1982) (na albu se ovšem nachází pod názvem „You're in the Army Now“). Úspěchu se jí dostalo s coververzí v podání anglické kapely Status Quo, která ji vydala na svém albu In the Army Now (1986). Později píseň nahrály například kapely Laibach, Captain Jack a Sabaton.

## Seznam skladeb
7" singl
1. "In the Army Now" (Bolland/Bolland) — 3:52
2. "Heartburn" (Patrick/Parfitt/Rossi) — 4:44

12" maxi
A-Side
1. "In the Army Now" (military mix) — 5:55

B-Side
1. "Heartburn" (Patrick/Parfitt/Rossi) — 4:44
2. "Late Last Night" (Young/Parfitt/Rossi) — 2:58

## Česká coververze
Pod názvem „Laminát“ s textem Lou Fanánka Hagena ji v roce 2001 nazpívalo duo Těžkej Pokondr